# Filarmônica Afro-Brasileira
Filarmônica Afro Brasileira (Filafro) é uma orquestra brasileira, fundada em 1998, no Festival de Inverno de Campos de Jordão.
Dirigida pelo maestro Josoé Polia, alia as apresentações musicais com diversos projetos, que foram unificados com a criação da Associação Sócio Cultural Filarmônica Afro Brasileira.
O Madrigal da Filafro foi formado com a adesão de angolanos residentes no Brasil. Formado por 15 integrantes, o grupo apresenta músicas em cantadas em kimbundu e umbundu.
Outro projeto desenvolvido pela orquestra é o Musicalização Já, que oferece aulas de música a jovens carentes de São Paulo.
A sede da Filafro foi projetada pelo arquiteto Angelo Bucci em 2004.